# Ибито
Ибито (Chíbito, Chibito, Híbito, Hibito, Hívito, Ibito, Jibito, Jivito, Xibita, Zibito) — мёртвый индейский язык, относящийся к ибито-чолонской семье языков, на котором раньше говорили на притоке Уябамба, входящем с западной стороны в реку Уальяга, притока Хелаче реки Боронахе в Перу. Согласно 17 изданию справочника Ethnologue, в 1851 году насчитывалось 500 говорящих на ибито.